# Vắc-xin viêm não Nhật Bản
Vắc-xin viêm não Nhật Bản là một loại vắc xin phòng ngừa viêm não Nhật Bản. Vắc-xin có hiệu quả hơn 90%. Thời hạn bảo vệ của vắc-xin không rõ nhưng hiệu quả giảm theo thời gian. Vắc xin đưa vào cơ thể bằng cách tiêm bắp hoặc tiêm dưới da.
Vắc-xin nằm trong chương trình tiêm chủng định kỳ ở các quốc gia nơi bệnh đang là một vấn đề sức khỏe. Một hoặc hai liều được tiêm vào tùy thuộc vào phiên bản của vắc-xin. Liều bổ sung thường không cần thiết ở những nơi bệnh thường gặp. Ở những người nhiễm HIV/AIDS hoặc những bà mẹ đang mang thai, một vắc-xin bất hoạt được khuyến cáo sử dụng. Khuyến nghị khách du lịch cần được chủng ngừa khi có kế hoạch đến các khu vực mà bệnh đang lưu hành.
Vắc-xin tương đối an toàn. Đau và đỏ có thể xảy ra tại chỗ tiêm. Tính đến năm 2015, đã có 15 loại vắc-xin khác nhau: một số loại được điều chế dựa trên kỹ thuật DNA tái tổ hợp, hay làm suy yếu hoặc bất hoạt virus.
Vắc-xin viêm não Nhật Bản lần đầu tiên được đưa vào sử dụng vào những năm 1930. Vắc xin nằm trong danh sách các thuốc thiết yếu của Tổ chức Y tế Thế giới, những thuốc hiệu quả và an toàn nhất cần thiết trong một hệ thống y tế. Tại Hoa Kỳ, chi phí từ 100 đến 200 USD cho một đợt chủng ngừa.